# Mount Wilson
Mount Wilson – szczyt w górach San Gabriel w Kalifornii (USA). Osiąga wysokość 1742 m n.p.m. Leży na terenie obszaru chronionego Angeles National Forest. Na szczycie znajduje się obserwatorium astronomiczne Mount Wilson Observatory.